# Surfing na Igrzyskach Panamerykańskich 2019
Surfing na Igrzyskach Panamerykańskich 2019 odbywał się w dniach 30 lipca – 4 sierpnia 2019 roku w Punta Rocas w dystrykcie Punta Negra Osiemdziesięciu ośmiu zawodników obojga płci rywalizowało w ośmiu konkurencjach.

## Podsumowanie

### Klasyfikacja medalowa
| Klasyfikacja medalowa | Klasyfikacja medalowa | Klasyfikacja medalowa | Klasyfikacja medalowa | Klasyfikacja medalowa | Klasyfikacja medalowa |
| Miejsce               | Państwo               | Złoto                 | Srebro                | Brąz                  | Razem                 |
| --------------------- | --------------------- | --------------------- | --------------------- | --------------------- | --------------------- |
| 1                     | Peru                  | 3                     | 3                     | 1                     | 7                     |
| 2                     | Brazylia              | 2                     | 1                     | 1                     | 4                     |
| 3                     | Kolumbia              | 2                     | 0                     | 0                     | 2                     |
| 4                     | Stany Zjednoczone     | 1                     | 1                     | 2                     | 4                     |
| 5                     | Argentyna             | 0                     | 1                     | 1                     | 2                     |
| 6                     | Ekwador               | 0                     | 1                     | 0                     | 1                     |
| =                     | Urugwaj               | 0                     | 1                     | 0                     | 1                     |
| 8                     | Kanada                | 0                     | 0                     | 1                     | 1                     |
| =                     | Salwador              | 0                     | 0                     | 1                     | 1                     |
| =                     | Portoryko             | 0                     | 0                     | 1                     | 1                     |
| Razem                 | Razem                 | 8                     | 8                     | 8                     | 24                    |

### Medaliści
| Konkurencja | 1. miejsce      | 2. miejsce           | 3. miejsce         |           |
| Mężczyźni   | Mężczyźni       | Mężczyźni            | Mężczyźni          | Mężczyźni |
| ----------- | --------------- | -------------------- | ------------------ | --------- |
| Open surf   | Lucca Mesinas   | Leandro Usuna        | Bryan Pérez        |           |
| SUP surf    | Giorgio Gómez   | Tamil Martino        | Daniel Hughes      |           |
| SUP race    | Connor Baxter   | Vinnicius Martins    | Itzel Delgado      |           |
| Longboard   | Benoit Clemente | Julián Schweizer     | Cole Robbins       |           |
| Kobiety     |                 |                      |                    |           |
| Open surf   | Daniella Rosas  | Dominic Barona       | Ornella Pellizzari |           |
| SUP surf    | Isabella Gómez  | Vania Torres         | Nicole Pacelli     |           |
| SUP race    | Lena Guimarães  | Candice Appleby      | Mariecarmen Rivera |           |
| Longboard   | Chloé Calmon    | María Fernanda Reyes | Mathea Olin        |           |